# Soirans
Soirans é uma comuna francesa na região administrativa da Borgonha-Franco-Condado, no departamento de Côte-d'Or. Estende-se por uma área de 4,4 km². Em 2010 a comuna tinha 499 habitantes (densidade: 113,4 hab./km²).